# Z. Molnár László

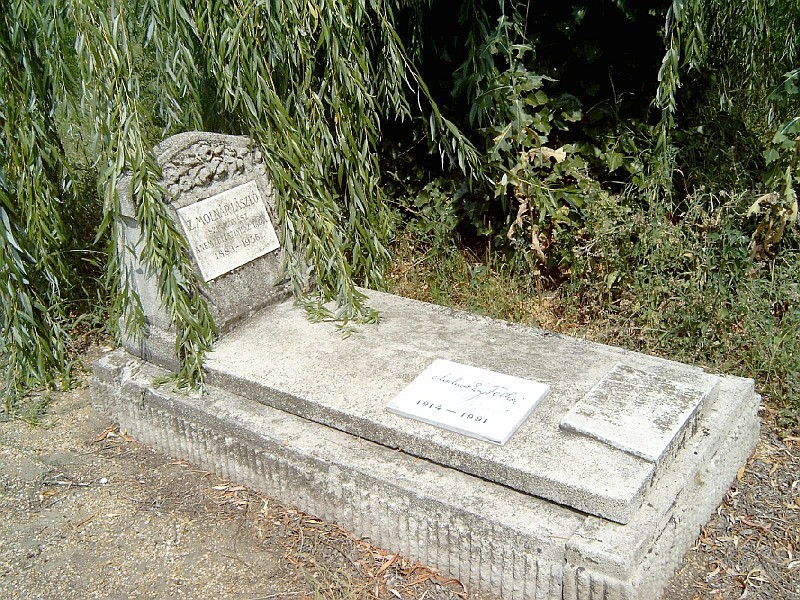
Z. Molnár László és Báthory Giza sírja

Z. Molnár László, Müller (Zombor, 1883. június 23. – Budapest, Erzsébetváros, 1956. november 17.) magyar színész, Báthory Giza színésznő férje. Többnyire epizódszerepeket játszott, azonban szikár megjelenésével, száraz humorával korának egyik legjelesebb karakterszínészévé vált.

## Életpályája
Müller Nándor és Keppich Regina fia. Szegeden tette le az érettségit. A Színművészeti Akadémia elvégzése után 1904-ben a Király Színház tagja lett, majd a Magyar Színházhoz szerződött, amelynek 1935-ig maradt a tagja (kivéve a Belvárosi Színházban töltött 1929-es évadot). 1907-ben a Fővárosi, 1907–1910 között a Bonbonnière Kabaréban is színpadra lépett. 1913. október 29-én feleségül vette Báthory Giza színésznőt, de egy év múlva elváltak. 1937. február 25-én újra összeházasodtak. 1921-ben, 1923–24-ben, 1929–31, illetve 1934–1936 között a Belvárosi, 1922-ben a Renaissance, 1926-ban a Víg-, 1932-ben és 1934-ben a Fővárosi Operett-, 1932-ben a Labriola, 1935-ben a Városi, 1937-ben az Andrássy úti, 1937-ben a Művész, 1940–41-ben az Andrássy Színházban szerepelt. 1935-ben újra a Belvárosi Színházhoz szerződött. A Magyar Színházban kisebb megszakításokkal 1941-ig működött. Ettől kezdve – zsidó származása miatt – nem léphetett színpadra, egészen a második világháború végéig. 
1945–46-ban a Művész, 1946–47-ben, illetve 1948–49-ben a Vígszínház tagja volt. 1945–46-ban a Víg-, 1946-ban a Magyar, 1947-ben a Medgyaszay Színházban is fellépett. 1949-től 1956-ig a Nemzeti Színház tagja volt.

## Fontosabb színházi szerepei
- Rieux Gaston (Dumas: A kameliás hölgy)
- Thurzó (Bíró Lajos: Sárga liliom)
- Maxenpfutsch (Jókai Mór – Hevesi Sándor: Az új földesúr)
- Lakáj (Molnár Ferenc: Játék a kastélyban)
- Schneller Lajos (Drégely Gábor: A császár katonái)
- A kutya (Maeterlinck: A kék madár)
- Krehl (Molnár Ferenc: Olympia)
- Főpincér (Zsolt Béla: Oktogon)
- Georg Corell (Steinbeck: Lement a hold)

## Filmszerepei
- Sárga liliom (1914)
- A kuruzsló (1917) – Zsámoly riporter
- Egy krajcár története (1917)
- "99" (1918)
- Lulu (1918)
- Az ezredes (1918)
- A nőstényfarkas (1918)
- Twist Olivér (1919) – Fagin
- Se ki, se be! (1919) – Tom Harbison
- A lélekidomár I-II. (1919) – L'isine márki
- Luxemburg grófja (1919, szkeccs)
- A sárga árnyék (1920) – kínai intrikus
- A bostonville-i kaland (1920)
- Júdás fiai (1920)
- Hétszáz éves szerelem (1921)
- New-York express kábel (1921)
- Luxemburg grófja (1922, szkeccs)
- Csak nővel ne! (1924)
- Csárdáskirálynő (1927)
- A bor (1933)
- Az új rokon (1934) – Muki, a család rokona
- Lila akác (1934) – Körmendy, vezérigazgató
- Az iglói diákok (1934) – Tirtsák tanár úr, Évi apja
- Szerelemi álmok (1935, magyar-német-osztrák) – gróf Duday Imre
- Szent Péter esernyője (1935) – Sztorarik, közjegyző, Wibra György gyámja
- Az okos mama (1935) – Keresztessy, államtitkár
- Méltóságos kisasszony (1936) – Napoleon, főkomornyik
- Lovagias ügy (1936-37) – Milkó Sándor vezérigazgató
- Hetenként egyszer láthatom (1937) – közjegyző
- A szív szava (1937)
- Édes a bosszú (1937) – Dr. Horváth, Evelin gyámja
- 120-as tempó (1937) – Walter, igazgató
- Megvédtem egy asszonyt (1938)
- A tanítónő (1945) – a hajótársaság képviselője, ügyvéd